# Xanthorhoe curcumoides
Xanthorhoe curcumoides är en fjärilsart som beskrevs av Louis Beethoven Prout 1923. Xanthorhoe curcumoides ingår i släktet Xanthorhoe och familjen mätare. Inga underarter finns listade i Catalogue of Life.